# Akpınar, Ortaköy
Akpınar là một xã thuộc huyện Ortaköy, tỉnh Aksaray, Thổ Nhĩ Kỳ. Dân số thời điểm năm 2010 là 615 người.